# Esofago di Barrett
L'epitelio di Barrett oppure esofago di Barrett è una metaplasia, un adattamento delle cellule della parte inferiore dell'esofago ad uno stimolo nocivo. Esso è caratterizzata dalla sostituzione del normale rivestimento dell'epitelio squamoso pluristratificato dell'esofago in epitelio colonnare semplice con cellule mucipare caliciformi (che si trovano di solito nel tratto gastrointestinale). Il significato medico dell'esofago di Barrett è la chiara correlazione (circa 0,5% per anno-paziente) con l'adenocarcinoma esofageo, un tumore molto spesso mortale, per cui è considerata una condizione precancerosa.
Si ritiene che la principale causa dell'esofago di Barrett sia un adattamento alla cronica esposizione all'acido da esofagite da reflusso. Negli ultimi anni, l'incidenza dell'adenocarcinoma esofageo è aumentata notevolmente nel mondo occidentale. La condizione si riscontra tra il 5% e il 15% di pazienti che cercano cure mediche per i bruciori di stomaco (malattia da reflusso gastroesofageo), tuttavia un vasto sottogruppo di pazienti con esofago di Barrett non presentano sintomi. La diagnosi prevede l'esecuzione di una endoscopia (più precisamente, una esofagogastroduodenoscopia, una procedura in cui viene inserito un cavo a fibre ottiche attraverso la bocca per esaminare l'esofago, lo stomaco e il duodeno) e una biopsia. Le cellule dell'esofago di Barrett, in seguito alla biopsia vengono classificate in quattro categorie principali: non displasiche, displasia di basso grado, displasia di alto grado e carcinoma franco. Una displasia ad alto grado e le prime fasi dell'adenocarcinoma possono essere trattati con la resezione endoscopica e nuove terapie endoscopiche, come l'ablazione a radiofrequenza; mentre stadi avanzati (che coinvolgono la sottomucosa) sono generalmente sottoposti a trattamento chirurgico. Ai pazienti con una condizione non displasica e basso grado, viene solitamente consigliato di sottoporsi osservazione endoscopiche annuali con l'ablazione a radiofrequenza come opzione terapeutica. Si stima che nella displasia ad alto grado, il rischio di sviluppare un tumore potrebbe essere del 10% per paziente-anno o maggiore.
La condizione prende il nome dal chirurgo di origine australiana Norman Barrett (1903-1979), che la descrisse nel 1950.

## Storia
Nel 1950 Norman Barrett fu il primo a descrivere la condizione. Una correlazione con la malattia da reflusso gastroesofageo è stata fatta nel 1953, mentre l'associazione all'adenocarcinoma è stata formulata nel 1975.

## Epidemiologia
Si calcola che sia presente fin nel 5-15% dei pazienti con malattia da reflusso gastroesofageo sintomatica, più frequente nella razza caucasica; la prevalenza aumenta con l'età. Negli Stati Uniti, l'incidenza tra gli uomini caucasici è di otto volte rispetto alle donne caucasiche e cinque volte maggiore rispetto agli uomini afro-americani. Nel complesso, il rapporto maschi-femmine è di 10:1. Diversi studi hanno stimato che la prevalenza dell'esofago di Barrett nella popolazione generale possa essere tra l'1,3% al 1,6% in due popolazioni europee (italiano e svedese) e il 3,6% in una popolazione coreana.

## Meccanismo d'azione

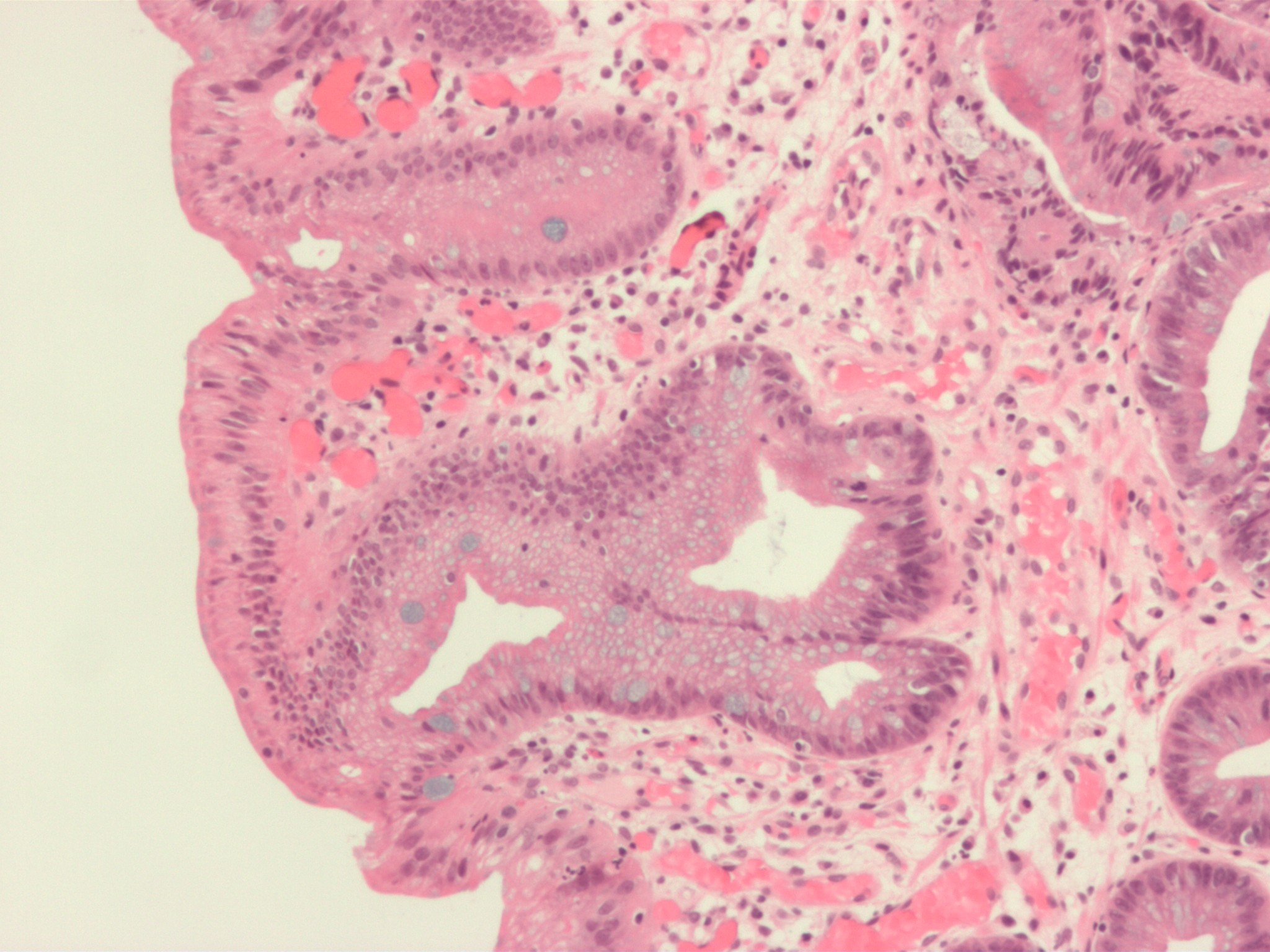
Microfotografia in un caso di esofago di Barret.

In seguito al rilasciamento del cardias, il succo gastrico acido, a contatto prolungato con l'esofago, origina una modificazione dell'epitelio che tenta di difendersi dall'acido.
Le cellule che sostituiscono il tratto di epitelio esofageo che viene a contatto con il reflusso acido hanno caratteristiche molto simili a quelle intestinali e costituiscono l'esofago di Barrett. Questo cambiamento nel programma di differenziamento delle cellule staminali (non si sa ancora l'esatta natura ed origine di questi elementi staminali) della mucosa esofagea viene definito metaplasia, cioè una modificazione per cui un tipo cellulare differenziato viene sostituito da un altro tipo cellulare differenziato. Posta per buona la definizione di esofago di Barrett inteso come metaplasia intestinale, è possibile classificarlo in tre sotto-istotipi: "tipo I" o metaplasia intestinale completa, contenente cellule di Paneth, caliciformi e cellule assorbenti (è un tipo raro); "tipo II", quadro ghiandolare misto con cellule foveolari gastriche e cellule caliciformi mucipare; "tipo III", fatto da sole cellule caliciformi. L'epitelio cilindrico così originatosi è più resistente al danno indotto dalla pepsina e dall'acido di quanto lo sia quello squamoso.
Tale patologia è spesso pre-cancerosa (lesione pre-neoplastica), poiché questo epitelio può andare incontro a incontrollata replicazione; questo succede circa nel 2-5% dei casi; infatti i pazienti portatori di esofago di Barrett presentano un rischio aumentato di circa 30-40 volte di sviluppare adenocarcinoma esofageo rispetto ai pazienti con mucosa normale. In genere la modificazione neoplastica è preceduta da una displasia, ossia da una alterata crescita tissutale, che si manifesta con il venire meno delle strutture ghiandolari dell'esofago di Barrett e con la presenza di alterazioni nucleari e citoplasmatiche tipiche (per esempio i nuclei sono più grossi e occupano gran parte del volume della cellula e l'epitelio colonnare può diventare patologicamente pluristratificato); si ritrova anche positività immunoistochimica per Ki67. Fattori che aumentano il rischio di sviluppo di adenocarcinoma in un soggetto portatore di esofago di Barrett sono: razza caucasica, sesso maschile, consumo di alcool e tabacco, obesità e lunghezza della lesione metaplastica.
Tale condizione può essere associata a fibrosi cistica ed è sostanzialmente molto rara in età pediatrica.

## Segni e sintomi
Il passaggio da cellule normali a cellule precancerose, indice dell'esofago di Barrett, non provoca alcun sintomo particolare. La condizione, tuttavia, è associata a questi sintomi:
- frequenti e duraturi bruciori di stomaco
- difficoltà a deglutire (disfagia)
- vomito di sangue (ematemesi)
- dolore sotto lo sterno, nel punto in cui l'esofago incontra lo stomaco
- perdita di peso non intenzionale, poiché mangiare risulta doloroso

Il rischio di sviluppare un esofago di Barrett aumenta nel caso di obesità centrale (a differenza dell'obesità periferica). L'esatto meccanismo non è chiaro. La differenza nella distribuzione del grasso tra gli uomini (più centrale) e le donne (più periferico) potrebbe spiegare l'aumento del rischio nei maschi.

## Diagnosi

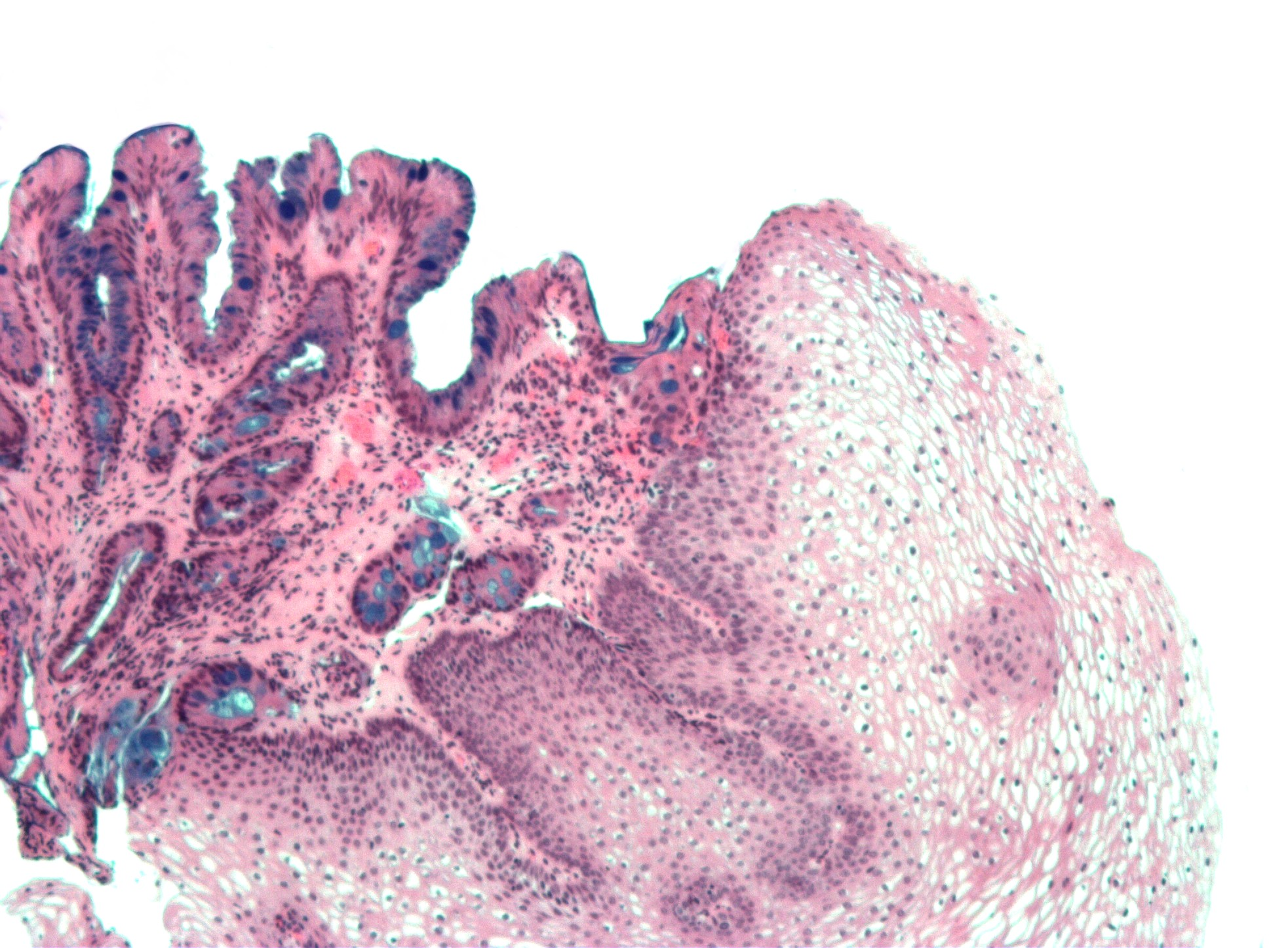
Micrografia di un esofago di Barrett (sinistra dell'immagine) e un normale epitelio stratificato squamoso (destra dell'immagine).

Per poter porre diagnosi di esofago di Barrett devono venir soddisfatti due requisiti: evidenza endoscopica di epitelio cilindrico al di sopra della giunzione gastroesofagea ed evidenza istologica di metaplasia intestinale nei campioni bioptici di tale epitelio.

### Classificazione
L'esofago di Barrett può venire suddiviso in due tipi principali: a "segmento lungo" o a "segmento corto" (più frequente), a seconda che la sua estensione sia rispettivamente pari o superiore ai 3 cm, o sia inferiore.

## Complicanze
Possono essere la prima manifestazione della patologia e sono principalmente rappresentate da ulcerazioni locali sanguinanti, stenosi, neoplasie non invasive (displasia) ed adenocarcinoma.

## Trattamento
Molte persone con esofago di Barrett non presentano displasia. Le società mediche raccomandano che se un paziente ha l'esofago di Barrett, e se gli ultimi due esami endoscopici e bioptici hanno confermato l'assenza di displasia, egli non dovrebbe effettuare ulteriori endoscopie per tre anni.
Spesso viene consigliato uno screening per le persone con esofago di Barrett tramite indagine endoscopica, tuttavia vi sono poche prove dirette a supporto di tale pratica. Le opzioni terapeutiche per la displasia ad alto grado comprendono la rimozione chirurgica dell'esofago (esofagectomia) o trattamenti endoscopici, come la dissezione endoscopica della sottomucosa o l'ablazione (distruzione).
I risultati dimostrano che l'ablazione a radiofrequenza ha un'efficacia del 90% o superiore rispetto alla completa rimozione dell'esofago e anche una maggior sicurezza durante la procedura.
I farmaci inibitori della pompa protonica non hanno dimostrato di essere in grado di prevenire il tumore esofageo. Il trattamento laser viene utilizzato nei casi di grave displasia, mentre la malignità conclamata può richiedere un intervento chirurgico, radioterapia o chemioterapia sistemica. Inoltre, un recente studio durato cinque anni ha dimostrato che la terapia fotodinamica con Photofrin è statisticamente più efficace per eliminare aree di crescita displasiche rispetto all'uso esclusivo di un inibitore della pompa protonica. Non vi è attualmente alcun modo affidabile per determinare quali pazienti con esofago di Barrett potranno sviluppareun tumore esofageo, anche se un recente studio ha rilevato che vi possono essere tre diverse anomalie genetiche associabili ad una probabilità del 79% di sviluppare un tumore entro sei anni.
La resezione endoscopica della mucosa è stata considerata come una tecnica di gestione. Inoltre un'operazione nota come fundoplicatio secondo Nissen-Rossetti può ridurre il reflusso di acido dallo stomaco nell'esofago.
In una serie di studi, i farmaci anti-infiammatori non steroidei (FANS), come l'aspirina, hanno dato prova di prevenire il cancro esofageo in soggetti con esofago di Barrett. Tuttavia, nessuno di questi studi sono stati randomizzati, controllati con placebo e con controprove, che sono considerati il gold standard per la valutazione di un intervento medico. Inoltre, la dose migliore di FANS per la prevenzione di un tumore non è ancora noto.

## Prognosi
L'esofago di Barrett è una condizione precancerosa. La sua conseguenza maligna, l'adenocarcinoma esofagogastrico giunzionale, ha un tasso di mortalità di oltre l'85%. Il rischio di sviluppare adenocarcinoma esofageo nelle persone con esofago di Barrett è stato stimato di essere 6-7 per 1000 anni-persona, tuttavia uno studio di coorte su 11 028 pazienti della Danimarca, pubblicato nel 2011, ha mostrato un'incidenza di solo l'1,2 per 1000 anni-persona (5,1 per 1000 persone-anno in pazienti con displasia, 1,0 per 1000 persone-anno in pazienti senza displasia). Il rischio relativo di adenocarcinoma esofageo è di circa 10 volte maggiore in quelli con esofago di Barrett, rispetto alla popolazione generale. La maggior parte dei pazienti con carcinoma esofageo sopravvive meno di 1 anno.